# William Ayache
William Ayache (in arabo وليام عياش‎?; Algeri, 10 gennaio 1961) è un allenatore di calcio ed ex calciatore francese, di ruolo difensore.

## Carriera

### Giocatore
A livello di club ha giocato solo con squadre francesi (Nantes, Paris Saint-Germain, Olympique Marsiglia, Bordeaux, Montpellier, Nizza, Nîmes e Cannes), vincendo due campionati francesi con il Nantes ed una Coppa di Francia con il Montpellier.
Con la nazionale francese (con cui ha collezionato 20 presenze) ha partecipato al torneo olimpico di calcio del 1984, vincendo la medaglia d'oro, ed al campionato del mondo 1986, ottenendo la medaglia di bronzo.

### Allenatore
Dopo essersi ritirato come calciatore, è stato allenatore del Cannes e vice allenatore dell'Athletic Bilbao (come secondo di Luis Miguel Fernández).

## Palmarès

### Club
- Campionato francese: 2

Nantes: 1979-1980, 1982-1983
- Coppa di Francia: 1

Montpellier: 1989-1990

### Nazionale
- Oro olimpico: 1

Los Angeles 1984